# Rosmunda (nome)
Rosmunda  è un nome proprio di persona italiano femminile.

## Varianti
- Femminili: Rosamunda[1][2], Rosmonda[2]
- Maschili: Rosmundo[1]

### Varianti in altre lingue
- Catalano: Rosamunda[3]
- Francese: Rosemonde[4]
- Germanico: Rosamunda[1], Rosmunda[4]
- Inglese: Rosamund[1][4][5], Rosamond[4][5], Rosamunde[5]
  - Ipocoristici: Ros[4][5], Roz[4][5], Rosie[5]
- Spagnolo: Rosamunda[3]
- Tedesco: Rosamunde[1][2]

## Origine e diffusione

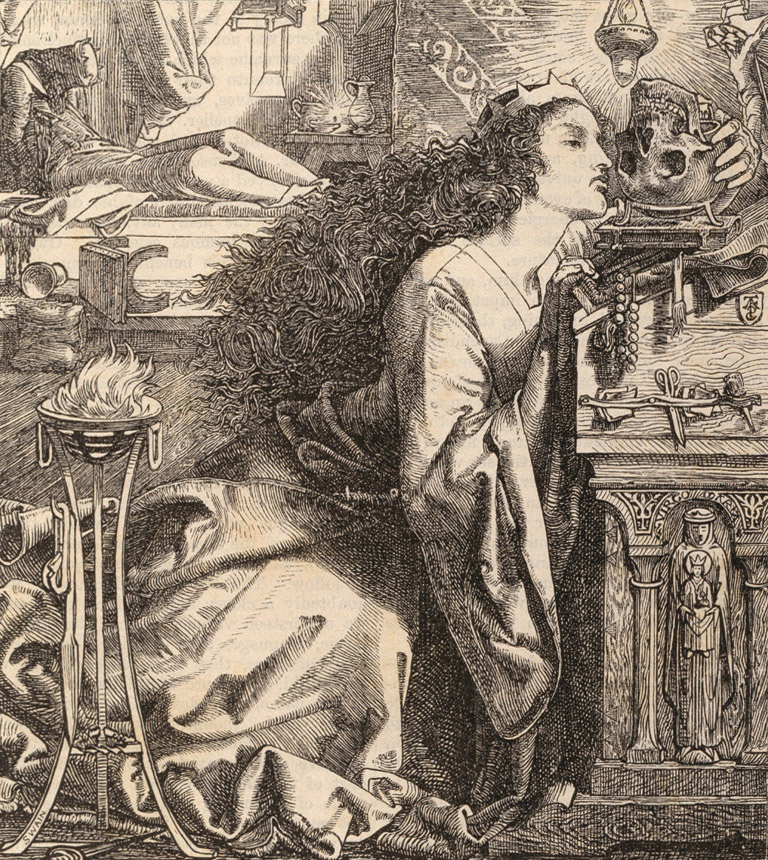
Rosmunda, di Frederick Sandys

Deriva dal nome germanico Rosamunda (Hursamundō nella ricostruzione protogermanica), composto dalle radici hroth- ("fama", "gloria") e munda- ("protezione", "difesa"); il significato complessivo, peraltro generalmente assente nei nomi germanici, può essere interpretato come "gloriosa difenditrice" o "che difende con la fama". Altre fonti riconducono il primo elemento a hros ("cavallo", da cui anche il nome Horst), col senso di "protettrice dei cavalli". Il nome venne poi associato per etimologia popolare alle espressioni latine rosa munda ("rosa pura") e rosa mundi ("rosa del mondo"), diventando fra l'altro un epiteto della Vergine Maria, analogamente a quanto avvenne per Rosalinda.
Il nome è attestato già nel 572 con la figura tragica di Rosmunda, regina consorte d'Italia, ma la sua diffusione nel Bel Paese è solo recente, dovuta a varie opere letterarie e teatrali riguardanti la sua vicenda, come la Rosmunda di Alfieri (1783) e la Rosmunda, principessa di Cipro di Schubert (1823); in parte, alla diffusione può anche aver contribuito l'allegra canzone Rosamunda, assai in voga negli anni Quaranta.
In Italia negli anni settanta si contavano circa 1 300 occorrenze del nome, sparse in tutta l'Italia continentale ma con maggiore frequenza al Nord. In Inghilterra venne introdotto dai normanni.

## Onomastico
L'onomastico si può festeggiare il 30 aprile in memoria della beata Rosamunda di Blar, madre di sant'Adiutore di Vernon.

## Persone

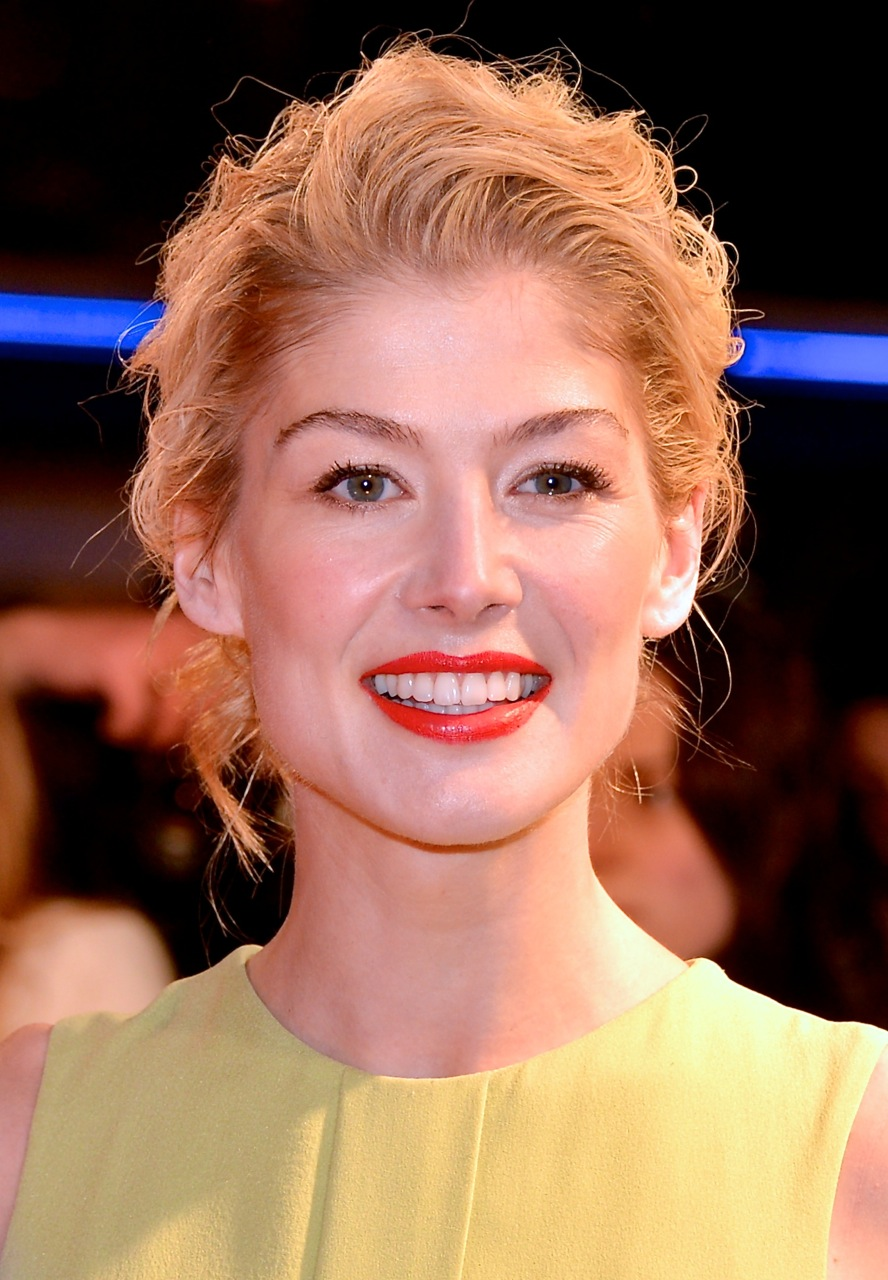
Rosamund Pike

- Rosmunda, regina consorte dei Longobardi e regina consorte d'Italia
- Rosmunda Pisaroni, contralto italiano

### Variante Rosamund
- Rosamund Clifford, nobildonna inglese
- Rosamund Hanson, attrice britannica
- Rosamund Kwan, attrice cinese
- Rosamund Pike, attrice britannica

### Altre varianti
- Rosamond Lehmann, scrittrice britannica
- Rosamond McKitterick, medievista britannica
- Rosamunde Pilcher, scrittrice britannica

### Variante maschile Rosmundo
- Rosmundo Giarletta, orafo e gioielliere italiano

## Il nome nelle arti
- Rosamunda è un personaggio del romanzo di G. K. Chesterton Le avventure di un uomo vivo.
- Rosamond è un personaggio del romanzo di Jonathan Coe La pioggia prima che cada.
- Rosamund Painswick è un personaggio della serie televisiva Downton Abbey.
- Rosamond Smith è stato uno pseudonimo usato dalla scrittrice Joyce Carol Oates.
- Rosamond Vincy è un personaggio del romanzo di George Eliot Middlemarch.
- Rosamunda è il titolo italiano di una nota polka scritta nel 1927 dal compositore cecoslovacco Jaromír Vejvoda.